# Hiroaki Kuromiya
Hiroaki Kuromiya (jap. 黒宮 広昭, ur. 1953) – amerykański historyk pochodzenia japońskiego.
Jest wykładowcą historii na Indiana University, sowietolog. Jego prace dotyczą głównie różnych aspektów stalinizmu, ze szczególnym uwzględnieniem Wielkiego Terroru.

## Wybrane publikacje
- Conscience on Trial: The Fate of Fourteen Pacifists in Stalin's Ukraine, 1952—1953, Toronto, Buffalo and London: University of Toronto Press, 2012.
- (współautor: Andrzej Pepłoński), Między Warszawą a Tokio: Polsko-Japońska współpraca wywiadowcza 1904-1944, Toruń, Adam Marszałek, 2009.
- The Voices of the Dead - Stalin's Great Terror in the 1930s, New Haven et London, Yale University Press, 2007, ISBN 0-300-12389-2.
- Stalin (Profiles in Power), Harlow, Longman, 2005.
- Freedom and Terror in the Donbas: A Ukrainian-Russian Borderland, 1870s-1990s. Cambridge, Cambridge University Press, 1998.
- Stalin’s Industrial revolution: Politics and Workers, 1928-1932, Cambridge, Cambridge University Press, 1988.

## Publikacje w języku polskim
- Donbas - ostatnie pogranicze Europy?, tł. z ang. Evhen Ladna, "Nowa Ukraina: zeszyty historyczno-politologiczne" 2006, z. 2, s. 67-80.
- Głosy straconych, przekł. Agnieszka Weseli, Warszawa: Wydawnictwo Amber 2008.
- (współautor: Andrzej Pepłoński), Między Warszawą a Tokio: polsko-japońska współpraca wywiadowcza 1904-1944, Toruń : Wydawnictwo Adam Marszałek 2009.
- Notatka Włodzimierza Bączkowskiego na temat współpracy polsko-japońskiej wobec ruchu prometejskiego (1938),  "Zeszyty Historyczne" (2009), z. 169, s. 114-135.
- (współautorzy: Paweł Libera, Andrzej Pepłoński), O współpracy polsko-japońskiej wobec ruchu prometejskiego raz jeszcze, "Zeszyty Historyczne" (2009), z. 170, s. 230-236.
- Pamięć wielkiej zbrodni : 75 rocznica "operacji polskiej" NKWD - ankieta historyczna, "Arcana" 2012, nr 4/5.